# Valle d'Ossoue
La Valle d'Ossoue (in francese Vallée d'Ossoue) è una valle situata ai piedi della Hourquette d'Ossoue, nel massiccio del Vignemale ed è attraversata dal Gave d'Ossoue, un affluente del Gave de Gavarnie.

## Descrizione
La valle, di tipo glaciale, è situata nel dipartimento degli Alti Pirenei, appartiene al comune di Gavarnie e fa parte del parco nazionale dei Pirenei: è addossata nel lato nord-est dal Vignemale ed è in parte percorsa dal ghiacciaio d'Ossoue, l'unico dei Pirenei ad avere una lingua di ghiaccio di oltre un km; la vallata prosegue poi verso est fino a giungere al centro di Gavarnie. Dalla valle è inoltre possibile raggiungere la diga d'Ossoue a quota 1.834 ed in seguito gli oulettes d'Ossoue, una piccola zona pianeggiante, ricca di ruscelli.